# Michele Columbu
Michele Columbu (né le 8 février 1914 à Ollolai, mort le 10 juillet 2012 à Cagliari) est un homme politique et écrivain italien, membre du Parti sarde d'action.
Brièvement maire de Cagliari en 1980, il a été élu député européen en 1984, grâce à un accord avec l'Union valdôtaine.